# Kim Manners
Kim Manners (født 13. januar 1951, død 25. januar 2009) var en amerikansk instruktør og producent, der er mest kendt som instruktør af tv-serierne X-Files og Supernatural.
Manners debuterede som instruktør i 1978 med et afsnit af Charlie's Angels. Han har også instrueret afsnit af 21 Jump Street, Mission: Impossible, Star Trek: The Next Generation, Baywatch, The Adventures of Brisco County, Jr. og Krimissæren.
Han blev ansat som producent og instruktør på X-Files under seriens anden sæson efter råd fra Rob Bowman, der arbejdede på første sæson, og manuskriptforfatterne James Wong og Glen Morgan, som tidligere havde arbejdet med Manners på 21 Jump Street. Han blev, sammen med seriens andre producenter, nomineret til fire Emmy-priser i kategorien "Outstanding Drama Series" i 1995, 1996, 1997 og 1998.
Efter at X-Files blev afsluttet i 2002, instruerede Manners flere mindre projekter, før han blev ansat som producent og instruktør på Supernatural i 2005. Han arbejdede på serien i de fire første sæsoner frem til sin død.